# Campeonato Russo de Futebol de 2011–12 – Segunda Divisão
O Campeonato Russo de Futebol - Segunda Divisão de 2011-12 foi o vigésimo torneio desta competição. Participaram vinte equipes. Foi a primeira vez que a liga russa foi jogada pelo sistema do calendário europeu (iniciando no verão de 2011 e terminando no verão de 2012). O nome do campeonato era "Campeonato Nacional de Futebol" (Pervenstvo Futbolnoy Natsionalnoy Ligi), dado que a primeira divisão era a "Liga Premier". O campeão e o vice são promovidos e cinco são rebaixados para a terceira divisão

## Participantes
| Equipe                           | Cidade            | Região                   | No ano anterior                                                    | Estádio                        | Capacidade | Títulos                     | Participações |
| -------------------------------- | ----------------- | ------------------------ | ------------------------------------------------------------------ | ------------------------------ | ---------- | --------------------------- | ------------- |
| FC SKA-Energiya Khabarovsk       | Khabarovsk        | Krai de Khabarovsk       | Décimo Primeiro Lugar                                              | Estádio Lênin                  | 15.200     | 0 (não possui)              | 12            |
| FC KAMAZ Naberejnye Chelny       | Naberejnye Chelny | Tartaristão              | Quarto Lugar                                                       | Estádio KAMAZ                  | 10.000     | 1 (1992 Zona Central)       | 10            |
| FC Ural Sverdlovskaya Oblast     | Ecaterimburgo     | Oblast de Sverdlovsk     | Sétimo Lugar                                                       | Estádio Central                | 30.000     | 0 (não possui)              | 9             |
| FC Baltika Kaliningrado          | Kaliningrado      | Oblast de Kaliningrado   | Décimo Quinto Lugar                                                | Estádio Baltika                | 14.000     | 1 (1995)                    | 14            |
| FC Shinnik Iaroslavl             | Iaroslavl         | Oblast de Iaroslavl      | Décimo Lugar                                                       | Estádio Shinnik                | 22.000     | 2 (2001, 2007)              | 8             |
| FC Luch-Energiya Vladivostok     | Vladivostok       | Krai do Litoral          | Décimo Segundo Lugar                                               | Estádio Dínamo                 | 10.500     | 2 (1992 (Zona Leste), 2005) | 10            |
| FC Volgar Gazprom Astracã        | Astracã           | Oblast de Astracã        | Nono Lugar                                                         | Estádio Central                | 21.500     | 0 (não possui)              | 9             |
| FC Níjni Novgorod                | Níjni Novgorod    | Oblast de Níjni Novgorod | Terceiro Lugar                                                     | Estádio do Norte               | 3.180      | 0 (não possui)              | 3             |
| FC Khimki                        | Khimki            | Oblast de Moscovo        | Décimo Terceiro Lugar                                              | Arena Khimki                   | 18.000     | 1 (2006)                    | 7             |
| FC Dínamo Briansk                | Briansk           | Oblast de Briansk        | Décimo Quarto Lugar                                                | Estádio Dínamo                 | 10.100     | 0 (não possui)              | 6             |
| FC Mordovia Saransk              | Saransk           | Mordóvia                 | Sexto Lugar                                                        | Estádio Start                  | 11.581     | 0 (não possui)              | 5             |
| FC Jemtchujina                   | Sóchi             | Krai de Krasnodar        | Oitavo Lugar                                                       | Estádio Central de Sóchi       | 12.500     | 1 (1992 Zona Oeste)         | 4             |
| FC Sibir Novosibirsk             | Novosibirsk       | Oblast de Novosibirsk    | Rebaixado do Campeonato Russo de Futebol de 2010                   | Estádio Spartak                | 12.500     | 0 (não possui)              | 10            |
| FC Alania Vladikavkaz            | Vladikavkaz       | Ossétia do Norte-Alânia  | Rebaixado do Campeonato Russo de Futebol de 2010                   | Estádio Republicano do Spartak | 32.464     | 0 (não possui)              | 5             |
| FC Gazovik Oremburgo             | Oremburgo         | Oblast de Oremburgo      | Acesso pelo Campeonato Russo de Futebol de 2010 - Terceira Divisão | Estádio Gazovik                | 4.950      | 0 (não possui)              | 1             |
| FC Chernomorets Novorossisk      | Novorossisk       | Krai de Krasnodar        | Acesso pelo Campeonato Russo de Futebol de 2010 - Terceira Divisão | Estádio Trud                   | 12.500     | 2 (1993 (Zona Oeste), 1994) | 7             |
| Torpedo Moscovo                  | Danilovsky        | Moscovo                  | Acesso pelo Campeonato Russo de Futebol de 2010 - Terceira Divisão | Estádio Lujniki                | 81.000     | 0 (não possui)              | 3             |
| FC Fakel Voronej                 | Voronej           | Oblast de Voronej        | Acesso pelo Campeonato Russo de Futebol de 2010 - Terceira Divisão | Estádio da Central Sindical    | 32.750     | 0 (não possui)              | 10            |
| FC Metallurg-Yenisey Krasnoyarsk | Krasnoyarsk       | Krai de Krasnoyarsk      | Acesso pelo Campeonato Russo de Futebol de 2010 - Terceira Divisão | Estádio Central                | 22.500     | 0 (não possui)              | 8             |
| FC Torpedo Vladimir              | Vladimir          | Oblast de Vladimir       | Acesso pelo Campeonato Russo de Futebol de 2010 - Terceira Divisão | Estádio Torpedo                | 19.700     | 0 (não possui)              | 4             |

## Regulamento
O campeonato foi disputado no sistema de pontos corridos em turno e returno. Ao final, os oito primeiros iriam para um torneio dos campeões, e os outros onze para um "torneio da morte". O campeão e o vice eram promovidos para o Campeonato Russo de Futebol de 2012-13, enquanto o terceiro e o quarto lugares iriam para o Torneio de Promoção; cinco equipes eram rebaixadas para o Campeonato Russo de Futebol de 2012-13 - Terceira Divisão.

## Classificação
Alânia, Mordóvia, Shinnik, Níjni Novgorod, Sibir, Dínamo de Briansk, Torpedo Moscovo e Ural foram classificados para o Octogonal Final.

Kamaz, Metallurg-Yenisey, Khimki, Volgar-Gazprom, SKA, Torpedo de Vladimir, Luch-Energiya, Chernomorets, Baltika, Gazovik e Fakel foram classificados para o "torneio da morte".

Jemchutjina se licenciou e foi rebaixado para a terceira divisão russa.

## Resultados do Campeonato
Mordóvia foi o campeão; junto com o vice, Alânia, foi promovido para a primeira divisão russa.

Níjni Novgorod e Shinnik foram classificados para o Torneio de Promoção. 

Kamaz, Gazovik Oremburgo, Luch-Energiya, Chernomorets e Fakel foram rebaixados para a terceira divisão russa.

Dínamo de Briansk se licenciou e foi rebaixado para a terceira divisão russa.

## Torneio de Promoção
| Equipe                  | Cidade         | Região                   | No ano anterior                                                      | Estádio             | Capacidade | Títulos        | Participações |
| ----------------------- | -------------- | ------------------------ | -------------------------------------------------------------------- | ------------------- | ---------- | -------------- | ------------- |
| FC Volga Nijni Novgorod | Níjni Novgorod | Oblast de Níjni Novgorod | Décimo Quarto Lugar na primeira divisão                              | Estádio Lokomotiv   | 17.856     | 0 (não possui) | 1             |
| FC Nijni Novgorod       | Níjni Novgorod | Oblast de Níjni Novgorod | Acesso pelo Campeonato Russo de Futebol de 2011–12 – Segunda Divisão | Estádio do Norte    | 3.180      | 0 (não possui) | 1             |
| FC Shinnik Iaroslavl    | Iaroslavl      | Oblast de Iaroslavl      | Acesso pelo Campeonato Russo de Futebol de 2011–12 – Segunda Divisão | Estádio Shinnik     | 22.000     | 0 (não possui) | 1             |
| FC Rostov               | Rostov do Don  | Oblast de Rostov         | Décimo Terceiro Lugar na primeira divisão                            | Estádio Rostselmash | 15.840     | 0 (não possui) | 1             |

Rostov e Volga foram promovidos; Níjni Novgorod e Shinnik foram rebaixados.

## Campeão
| Campeão Russo da Segunda Divisão de 2011-12 |
| ------------------------------------------- |
| FC Mordovia Saransk 1° Título               |